# Índex d'insulina
L'índex d'insulina és una mesura usada per quantificar la resposta típica a la insulina de diversos aliments. Es basa en els nivell d'insulina a la sang.
S'adonaren que els resultats de glucosa i insulina de la majoria dels aliments estan altament correlacinats,. Van concloure que els índexs d'insulina podien ser útils per la gestió de la dieta i per evitar la diabetis mellitus no insulino-dependent i la hiperlipidèmia.

## Explicació de l'índex
L'índex d'insulina mostra quanta insulina és present en la sang com a resultat d'un aliment particular, l'índex de glucosa mostra quanta glucosa és present a la sang com a resultat d'un aliment particular, i l'índex de sacietat mostra com un aliment particular disminueix la propensió a menjar més.
El pa blanc serveix de referència (100)

+/- indiquen dades incertes.
| Aliment               | Tipus d'aliment          | Resultat de glucosa    | Resultat d'insulina     | Resultat de sacietat |
| --------------------- | ------------------------ | ---------------------- | ----------------------- | -------------------- |
| All-Bran              | Cereal d'esmorzar        | 40 ± 7                 | 32 ± 4                  | 151                  |
| Porridge              | Cereal d'esmorzar        | 60 ± 12                | 40 ± 4                  | 209                  |
| Muesli                | Cereal d'esmorzar        | 43 ± 7                 | 46 ± 5                  | 100                  |
| Special K             | Cereal d'esmorzar        | 70 ± 9                 | 66 ± 5                  | 116                  |
| Honeysmacks           | Cereal d'esmorzar        | 60 ± 7                 | 67 ± 6                  | 132                  |
| Sustain               | Cereal d'esmorzar        | 66 ± 6                 | 71 ± 6                  | 112                  |
| Cornflakes            | Cereal d'esmorzar        | 76 ± 11                | 75 ± 8                  | 118                  |
| Average:              | Breakfast Cereal         | 59 ± 3                 | 57 ± 3                  | 134                  |
| Pa blanc (referència) | Ric en carbohidrats      | 100 ± 0                | 100 ± 0                 | 100                  |
| Pasta blanca          | Rica en carbohidrats     | 46 ± 10                | 40 ± 5                  | 119                  |
| Pasta marró           | Rica en carbohidrats     | 68 ± 10                | 40 ± 5                  | 188                  |
| Pa de llavors         | Ric en carbohidrats      | 60 ± 12                | 56 ± 6                  | 154                  |
| Arròs marró           | Ric en carbohidrats      | 104 ± 18               | 62 ± 11                 | 132                  |
| Patates fregides      | Ric en carbohidrats      | 71 ± 16                | 74 ± 12                 | 116                  |
| Arròs blanc           | Ric en carbohidrats      | 110 ± 15               | 79 ± 12                 | 138                  |
| Pa whole-meal         | Ric en carbohidrats      | 97 ± 17                | 96 ± 12                 | 157                  |
| Patates               | Ric en carbohidrats      | 141 ± 35               | 121 ± 11                | 323                  |
| Mitjana:              | Ric en carbohidrats      | 88 ± 6                 | 74 ± 8                  | 158.556,000          |
| Ous                   | 42 ± 16                  | 31 ± 6                 | 150                     |                      |
| Formatge              | Ric en proteïna          | 55 ± 18                | 45 ± 13                 | 146                  |
| Ric en proteïna       | 21 ± 8                   | 51 ± 16                | 176                     |                      |
| Lentilles             | Ric en proteïna          | 62 ± 22                | 58 ± 12                 | 133                  |
| Peix                  | Ric en proteïna          | 28 ± 13                | 59 ± 18                 | 225                  |
| Fesols cuits          | Ric en proteïna          | 114 ± 18               | 120 ± 19                | 168                  |
| Mitjana:              | Ric en proteïna          | 54 ± 7                 | 61 ± 7                  | 166.333,000          |
| Pmes                  | Fruit                    | 50 ± 6                 | 59 ± 4                  | 197                  |
| taronja               | Fruit                    | 39 ± 7                 | 60 ± 3                  | 202                  |
| Bananes               | Fruit                    | 79 ± 10                | 81 ± 5                  | 118                  |
| Raïm                  | Fruit                    | 74 ± 9                 | 82 ± 6                  | 162                  |
| Mitjana:              | Fruit                    | 61 ± 5                 | 71 ± 3                  | 16.975,00            |
| Cacauets              | Snack                    | 12 ± 4                 | 20 ± 5                  | 84                   |
| Crispetes             | Snack                    | 62 ± 16                | 54 ± 9                  | 154                  |
| Patates xips          | Snack                    | 52 ± 9                 | 61 ± 14                 | 91                   |
| Gelat                 | Snack                    | 70 ± 19                | 89 ± 13                 | 96                   |
| Iogurt                | Snack                    | 62 ± 15                | 115 ± 13                | 88                   |
| Barra Mars            | Snack                    | 79 ± 13                | 122 ± 15                | 70                   |
| Jellybeans            | Snack                    | 118 ± 18               | 160 ± 16                | 118                  |
| Mitjana:              | Snack                    | 65 ± 6                 | 89 ± 7                  | 100.142.857,000000   |
| Donuts                | Pastisseria              | 63 ± 12                | 74 ± 9                  | 68                   |
| Croissants            | Pastisseria              | 74 ± 9                 | 79 ± 14                 | 47                   |
| Cake                  | Pastisseria              | 56 ± 14                | 82 ± 12                 | 65                   |
| Crackers              | Pastisseria              | 118 ± 24               | 87 ± 12                 | 127                  |
| Galetes cookies       | Pastisseria              | 74 ± 11                | 92 ± 15                 | 120                  |
| Mitjana:              | Productes de pastisseria | 77 ± 7                 | 83 ± 5                  | 854,0                |
| Mitjana:              | Mitjana                  | 67.333,000 ± 5.667     | 725,0 ± 5.5             | 135.696.958,000000   |
| Mitjana:              | TOTAL                    | 688.421,0000 ± 12.7105 | 72.263.158,000000 ± 9.5 | 136.052.632,000000   |
| Aliment               | Tipus d'aliment          | Resultat de glucosa    | Resultat d'insulina     | Resultat de sacietat |

1. ↑  Rye bread containing 47% kibbled rye, Holt et al.
2. ↑  Bread made from whole-meal wheat flour, Holt et al.
3. ↑  the authors of the satiety study [Holt et al.,1995] stated that the amount of jellybeans consumed tended to make participants nauseated which may have produced an erroneous satiety score.